# Windloch im Mühlenberg
Das Windloch im Mühlenberg ist ein labyrinthisches Karsthöhlensystem im Engelskirchener Ortsteil Ründeroth. Mit einer bislang dokumentierten Gesamtlänge von 8453 m handelt es sich bei dieser Riesenhöhle um die größte Höhle des Rheinlands vor den Hardthöhlen in Wuppertal und in Nordrhein-Westfalen vor der Atta-Höhle.

## Lage und Beschreibung
Das im Basiskalk der Hobräck-Schichten (Mitteldevon), einer bis maximal 100 m mächtigen Riffkalkplattform liegende, mindestens 35 Millionen Jahre alte und bis 2019 von Menschen unberührte labyrinthische Gangsystem mit ausgeprägter West-Ost-Ausdehnung befindet sich innerhalb des Ründerother Mühlenbergs zwischen den Walbach-Ponoren und der unterirdischen Mündung derselben in die Agger. Der öffentlich nicht zugängliche Eingang liegt unweit nordöstlich der Aggertalhöhle. Bei der Erstbefahrung fanden Höhlenforscher Gänge mit einer Länge von rund einem Kilometer und 40 Meter große hallenähnliche Zwischenstücke vor. Sukzessive Vermessungen mit bis zu 17 Speläologen ergaben bisher eine Gesamtlänge von 8453 m (Stand: März 2022). Damit erfüllt das Windloch im Mühlenberg die Definition eines Riesenhöhlensystems. Nach Messungen im Jahr 2020 ist es die größte Höhle in Nordrhein-Westfalen.
Zur Höhlenfauna gibt es bisher keine Veröffentlichungen. Für einen tief im Innern der Höhle dokumentierten vertrockneten Frosch gibt es noch keine Erklärung.
Im Windloch im Mühlenberg sind Kristalle, Fossilien und seltene Gipsformationen zu finden.
Zwischen dem Windloch und der 200 Meter entfernten Aggertalhöhle besteht heute vermutlich keine Verbindung mehr. Gänge in beiden Höhlen zeigen jedoch, dass beide Höhlen früher miteinander verbunden waren, jedoch später durch eine Senke getrennt wurden.
In der Höhle wurden die möglicherweise größten Eisenblüten in Europa gefunden.

## Geschichte
Forscher hatten bereits Jahrzehnte vor der Entdeckung der Höhle vermutet, dass im Mühlenberg neben der Aggertalhöhle weitere Höhlen existieren müssten. Auch aufgrund fehlender technischer Mittel habe man den Hinweisen jedoch nicht nachgehen können. Seit 1988 suchten die Experten nach einem Eingang. Ein Anhaltspunkt für ein möglicherweise vorhandenes Gängesystem im Mühlenberg war die Walbach, die in ihrem Verlauf in diesem Bereich in Schlucklöchern versickert und auf der anderen Seite des Berges nach weniger als vier Stunden wieder austritt, was ungewöhnlich schnell ist.
Weitere Anzeichen für eine Höhle lieferten kleine Hohlräume, die bei Straßenarbeiten entdeckt wurden. Außerdem traten 2009 dabei Spalten zutage, wobei aus einer im Winter warme Luft austrat. Der Engelskirchener Bürgermeister Gero Karthaus kontaktierte daraufhin Stefan Voigt, der gemeinsam mit Kollegen einen Zugang zur Höhle fand.
Die Erstbefahrung durch den Arbeitskreis Kluterthöhle fand am 23. März 2019 statt. Die Höhle soll in den kommenden Jahren systematisch erforscht werden.